# Сольбелли, Ольга
Ольга Сольбелли (итал. Olga Solbelli; 11 мая 1898, Вергерето — 8 сентября 1976, Болонья) — итальянская киноактриса.

## Биография
Родилась в 1898 году в Вергерето. Начала свою артистическую карьеру в 1920-х, играла в труппе своего мужа Петра Меде, затем в других крупных труппах, таких как Ганнибала Бета, и труппе Петухи-Руджери. В кино с 1936 года, играла второстепенные, но никогда не банальные роли, что позволило ей стать одной из ведущих актрис итальянского кино 1930-х и 1940-х годов, снимаясь до конца 1960-х годов. В зрелом возрасте время от времени выступала в театре, удалилась в дом престарелых для артистов в Болонье, где умерла в 1976 году.

## Фильмография (выборочно)
С 1939 по 1967 год снялась почти в 90 фильмах, в том числе:
- 1941 — Падшая женщина / E' caduta una donna — директор Дома моды
- 1942 — Одесса в огне / Odessa in fiamme — Люба
- 1942 — Улица пяти лун / Via delle cinque lune — сестра Тета
- 1944 — Сёстры Матерасси / Sorelle Materassi — Жизельда Матерасси
- 1947 — Капитанская дочка / La figlia del capitano — Екатерина II
- 1950 — Завтра будет слишком поздно / Domani è troppo tardi — синьора Гвисти
- 1951 — Любовники Равелло / Gli amanti di Ravello — гувернантка
- 1953 — Корабль проклятых женщин / La Nave delle donne maledette — Анита
- 1953 — Венецианский купец / Il mercante di Venezia — Бьянка
- 1954 — Любовные истории Манон Леско / Gli amori di Manon Lescaut — монахиня в тюрьме
- 1954 — Феодора / Teodora, imperatrice di Bisanzio — Эгина
- 1957 — Малафеммена / Malafemmena — «мадам»
- 1959 — Царь Ирод Великий / Erode il grande — мать осужденного
- 1960 — Мельница каменных женщин / Il Mulino delle donne di pietra — Селма
- 1967 — Нападение на сокровища государства / Assalto al tesoro di stato — мадам Энгот